# Asmir Begović
Pour les articles homonymes, voir Begović.
Asmir Begović, né le 20 juin 1987 à Trebinje en Yougoslavie (aujourd'hui en Bosnie-Herzégovine), est un footballeur international bosnien qui évolue au poste de gardien de but à Leicester City.
Avec sa sélection, il participe à la Coupe du monde de 2014.

## Biographie

### En club
Asmir Begović est né le 20 juin 1987 à Trebinje en République fédérative socialiste de Yougoslavie. Lorsque la guerre éclate en Yougoslavie, ses parents et lui fuient en Allemagne, puis au Canada. Son père, Amer Begović, est un joueur de football ayant joué au FK Leotar et au NK Iskra Bugojno. Il est marié et a une fille prénommée Taylor (née en août 2009).
Il vit à Edmonton dans la province d'Alberta où il joue pour l'équipe de Edmonton en équipe de jeunes avant de rejoindre l'Europe et le Portsmouth Football Club qu'il s'engage en 2003.
Il commence à jouer pour l'équipe réserve de Pompey en 2004 avant d'être prêté à plusieurs reprises. Il est d'abord prêté au club belge de La Louviere d'août au 31 décembre 2005. Il ne joue que deux matchs, lors des défaites face au RC Genk (2-3) et Roulers (1-4). De retour à Portsmouth, il retrouve la réserve et est prêté à Maccesfield Town en novembre 2006. Le prêt est résilié un mois plus tard en raison d'une blessure au genou après trois matchs. Après cette blessure, il est prêté en août 2007 à Bournemouth, en League One jusqu'en janvier 2008. Il y joue son premier match le 11 août 2009 contre Nottingham Forest (0-0). Le début de saison est très mauvais, le club est dernier au soir du 29 septembre 2007. L'entraîneur, Kevin Bond, décide alors de le remplacer par Neil Moss puis Gareth Stewart. Les résultats sont là et il décide de résilier son prêt le 11 octobre et de retourner à Pompey. Le 8 décembre 2007, il fait sa première apparition dans le groupe du Portsmouth FC contre Aston Villa (victoire 3-1) en raison de l'indisponibilité de Jamie Ashdown. Il n'entre finalement pas en jeu.
Le 27 mars 2008, il est prêté jusqu'à la fin de la saison à Yeovil Town, qui évolue en League One. Il y joue deux matchs avant d'être de nouveau prêté pour le début de saison suivante. Il est mis en concurrence avec son compatriote canadien Josh Wagenaar, joue 14 matchs et son prêt se termine en novembre 2008. La saison suivante, il devient deuxième gardien derrière David James. Il fait alors sa première apparition le 18 mai 2009 contre Sunderland (victoire 3-1), à la suite de la blessure de David James. Il enchaîne avec son second match la semaine suivante contre Wigan Athletic (défaite 0-1).
En recherche de temps de jeu, il est prêté d'octobre 2009 à janvier 2010 à Ipswich Town. Après six matchs de Championship (D2), il est rappelé par Portsmouth pour remplacer David James, blessé. Il joue alors quinze matchs toutes compétitions confondues.
Le 1er février 2010, il signe finalement un contrat de quatre ans et demi avec Stoke City, afin de pallier l'éventuel départ du titulaire Thomas Sorensen. Le 2 novembre 2013, il inscrit un but face à Southampton sur un long dégagement qui lobe le gardien adverse, après douze secondes de jeu. 
Le 13 juillet 2015, Begović quitte Stoke City pour Chelsea pour pallier le départ de Petr Čech à Arsenal. Il signe un contrat de quatre ans avec le club londonien.
Le 1er juillet 2017, Begović s'engage avec l'AFC Bournemouth.
Le 2 septembre 2019, il est prêté au Qarabağ FK jusqu'au mois de janvier 2020. Il joue dix-sept matchs toutes compétitions confondues avant de réintégrer l'effectif de Bournemouth en janvier 2020.
Le 13 janvier 2020, le gardien bosnien est cédé en prêt pour six mois à l'AC Milan.

### Deux nationalités, deux équipes nationales
Alors qu'il dispute sa première compétition internationale lors du Mondial des moins de 20 ans 2007, il réalise de très bonnes performances et est déjà remarqué par les recruteurs mais la sélection s'incline trois fois en trois matchs contre le Chili, le Congo et l'Autriche. En août 2007, il reçoit sa première convocation en équipe du Canada lors d'un match amical contre l'Islande. Il est ensuite, de nouveau appelé pour le match d'éliminatoire à la Coupe du monde 2010 contre la Jamaïque.
En juin 2009, il est alors contacté par Miroslav Blažević, sélectionneur de la Bosnie-Herzégovine, pour intégrer sa sélection. L'ancien international canadien Jason de Vos apprend aussi qu'il pourrait intégrer l'équipe d'Angleterre espoir. Il prévient sa Fédération et l'information tombe dans l'indifférence. Il accepte une première convocation pour l'équipe bosnienne pour les éliminatoires de la Coupe du monde 2010 pour les matchs contre l'Arménie et la Turquie. Il joue son premier match le 10 octobre 2009 contre l'Estonie (victoire 2-0) en entrant à la 92e minute en remplacement de Kenan Hasagiç. Il se déclare heureux de son choix de sélection car la Bosnie-Herzégovine est le pays de toute sa famille et il éprouve beaucoup de fierté à défendre ce pays.

## Statistiques
| Saison                | Club                   | Championnat           | Championnat | Championnat | Coupe(s) nationale(s) | Coupe(s) nationale(s) | Compétition(s) continentale(s) | Compétition(s) continentale(s) | Compétition(s) continentale(s) | Bosnie-Herzégovine | Bosnie-Herzégovine | Total | Total |
| Saison                | Club                   | Division              | M.          | B.          | M.                    | B.                    | Comp.                          | M.                             | B.                             | M.                 | B.                 | M.    | B.    |
| 2005-2006             | RAA La Louvière (prêt) | Jupiler League        | 2           | 0           | -                     | -                     | -                              | -                              | -                              | -                  | -                  | 2     | 0     |
| 2006-2007             | Macclesfield Town FC   | League Two            | 3           | 0           | 1                     | 0                     | -                              | -                              | -                              | -                  | -                  | 4     | 0     |
| 2007-2008             | AFC Bournemouth        | League One            | 8           | 0           | 1                     | 0                     | -                              | -                              | -                              | -                  | -                  | 9     | 0     |
| 2007-2008             | Yeovil Town            | League One            | 2           | 0           | -                     | -                     | -                              | -                              | -                              | -                  | -                  | 2     | 0     |
| 2008-2009             | Yeovil Town            | League One            | 14          | 0           | -                     | -                     | -                              | -                              | -                              | -                  | -                  | 14    | 0     |
| 2008-2009             | Portsmouth FC          | Premier League        | 2           | 0           | -                     | -                     | -                              | -                              | -                              | -                  | -                  | 2     | 0     |
| 2009-2010             | Ipswich Town           | Championship          | 6           | 0           | -                     | -                     | -                              | -                              | -                              | -                  | -                  | 6     | 0     |
| 2009-2010             | Portsmouth FC          | Premier League        | 9           | 0           | 6                     | 0                     | -                              | -                              | -                              | 1                  | 0                  | 16    | 0     |
| Sous-total            | Sous-total             | Sous-total            | 46          | 0           | 8                     | 0                     | -                              | -                              | -                              | 1                  | 0                  | 55    | 0     |
| 2009-2010             | Stoke City             | Premier League        | 4           | 0           | -                     | -                     | -                              | -                              | -                              | 2                  | 0                  | 6     | 0     |
| 2010-2011             | Stoke City             | Premier League        | 28          | 0           | 2                     | 0                     | -                              | -                              | -                              | 1                  | 0                  | 31    | 0     |
| 2011-2012             | Stoke City             | Premier League        | 23          | 0           | 3                     | 0                     | C3                             | 5                              | 0                              | 8                  | 0                  | 39    | 0     |
| 2012-2013             | Stoke City             | Premier League        | 38          | 0           | -                     | -                     | -                              | -                              | -                              | 9                  | 0                  | 47    | 0     |
| 2013-2014             | Stoke City             | Premier League        | 32          | 1           | 1                     | 0                     | -                              | -                              | -                              | 12                 | 0                  | 45    | 1     |
| 2014-2015             | Stoke City             | Premier League        | 35          | 0           | 1                     | 0                     | -                              | -                              | -                              | 8                  | 0                  | 44    | 0     |
| Sous-total            | Sous-total             | Sous-total            | 160         | 1           | 7                     | 0                     | -                              | 5                              | 0                              | 40                 | 0                  | 212   | 1     |
| 2015-2016             | Chelsea FC             | Premier League        | 17          | 0           | 3                     | 0                     | C1                             | 5                              | 0                              | 9                  | 0                  | 34    | 0     |
| 2016-2017             | Chelsea FC             | Premier League        | 2           | 0           | 6                     | 0                     | -                              | -                              | -                              | 7                  | 0                  | 15    | 0     |
| Sous-total            | Sous-total             | Sous-total            | 19          | 0           | 9                     | 0                     | -                              | 5                              | 0                              | 16                 | 0                  | 49    | 0     |
| 2017-2018             | AFC Bournemouth        | Premier League        | 38          | 0           | -                     | -                     | -                              | -                              | -                              | 4                  | 0                  | 42    | 0     |
| 2018-2019             | AFC Bournemouth        | Premier League        | 24          | 0           | -                     | -                     | -                              | -                              | -                              | 1                  | 0                  | 25    | 0     |
| 2020-2021             | AFC Bournemouth        | Championship          | 47          | 0           | 4                     | 0                     | -                              | -                              | -                              | 1                  | 0                  | 52    | 0     |
| Sous-total            | Sous-total             | Sous-total            | 109         | 0           | 4                     | 0                     | -                              | -                              | -                              | 6                  | 0                  | 119   | 0     |
| 2019-2020             | Qarabağ FK (prêt)      | Premyer Liqası        | 10          | 0           | 2                     | 0                     | C3                             | 5                              | 0                              | -                  | -                  | 17    | 0     |
| 2019-2020             | AC Milan (prêt)        | Serie A               | 2           | 0           | -                     | -                     | -                              | -                              | -                              | -                  | -                  | 2     | 0     |
| Sous-total            | Sous-total             | Sous-total            | 12          | 0           | 2                     | 0                     | -                              | 5                              | 0                              | -                  | -                  | 19    | 0     |
| 2021-2022             | Everton FC             | Premier League        | 3           | 0           | 4                     | 0                     | -                              | -                              | -                              | -                  | -                  | 7     | 0     |
| 2022-2023             | Everton FC             | Premier League        | 1           | 0           | 2                     | 0                     | -                              | -                              | -                              | -                  | -                  | 3     | 0     |
| Sous-total            | Sous-total             | Sous-total            | 4           | 0           | 6                     | 0                     | -                              | -                              | -                              | -                  | -                  | 10    | 0     |
| 2023-2024             | Queens Park Rangers    | Championship          | 28          | 0           | 1                     | 0                     | -                              | -                              | -                              | -                  | -                  | 29    | 0     |
| Total sur la carrière | Total sur la carrière  | Total sur la carrière | 378         | 1           | 37                    | 0                     | -                              | 15                             | 0                              | 63                 | 0                  | 493   | 1     |

## Palmarès

### En sélection
Asmir Begović est finaliste du Championnat d'Amérique du Nord, centrale et Caraïbe des moins de 20 ans en 2005 avec le Canada. Il est ensuite élu joueur canadien de moins de 20 ans en 2007.